# الاتحاد السعودي للرياضة المجتمعية
الاتحاد السعودي للرياضة المجتمعية هي الجهة الراعية للرياضة المجتمعية في المملكة العربية السعودية. يرأس الاتحاد الأمير خالد بن الوليد بن طلال آل سعود، وتشرف عليه وزارة الرياضة. تأسس في عام 1992، تحت مسمى الاتحاد السعودي للتربية البدنية والرياضية، ثم في عام 2016 تم تغييره إلى الاتحاد السعودي للرياضة المجتمعية، يهدف إلى تفعيل النشاط الرياضي وتعزيز الحياة الصحية في المجتمع، وحثهم على المشاركة في كافة البرامج الرياضية التي يطلقها الاتحاد. 